# Khuếch đại Raman
Khuếch đại Raman là khuếch đại quang dựa trên hiện tượng tán xạ Raman kích thích (SRS - stimulated Raman scattering), khi photon "tín hiệu" tần số thấp tạo ra sự tán xạ không đàn hồi của photon "bơm" tần số cao hơn trong môi trường quang học ở chế độ phi tuyến. Kết quả là, một photon 'tín hiệu' khác được tạo ra, với năng lượng dư thừa cộng hưởng đến trạng thái dao động của môi trường. Quá trình này, cũng như với các quá trình phát xạ kích thích khác, cho phép khuếch đại hoàn toàn quang học .
Sợi quang ngày nay chủ yếu được sử dụng làm phương tiện phi tuyến cho SRS, cho mục đích viễn thông. Trong trường hợp này, nó được đặc trưng bởi sự giảm tần số cộng hưởng của ~ 11 THz (tương ứng với sự dịch chuyển bước sóng ở ~ 1550 nm ~ 90 nm). Quá trình khuếch đại SRS có thể dễ dàng xếp chồng nhiều tầng, do đó truy cập về cơ bản bất kỳ bước sóng nào trong vùng cửa sổ tổn hao thấp (cả 1310 và 1550). Ngoài các ứng dụng trong quang học phi tuyến và cực nhanh, khuếch đại Raman được sử dụng trong viễn thông quang học, cho phép vùng phủ sóng bước sóng toàn dải và khuếch đại tín hiệu phân phối trong đường truyền.
Nếu ánh sáng lệch tần Raman được tạo ra trong bộ khuếch đại Raman bằng quá trình phát xạ kích thích, mối quan hệ giữa công suất bơm Pp và công suất tín hiệu Ps có thể được mô tả bằng hệ phương trình vi phân.
Để xây dựng khuếch đại Raman ánh sáng được đưa vào sợi quang bắt đầu từ bước sóng bơm tương ứng theo tần số phân bố Bragg, ví dụ bước sóng cơ bản hoặc cộng hưởng dãy Stokes tương ứng được tạo ra bởi hiệu ứng Raman. Giữa các gương này năng lượng ánh sáng bơm được kết hợp với sóng tín hiệu. Bằng cách này laser Raman xếp tầng có thể được xây dựng bằng cách bơm dãy Stokes đầu tiên lên dãy Stokes thứ hai, v.v. Laser Raman có thể được bơm về phía trước hoặc phía sau giống như các laser sợi quang thông thường, tùy thuộc vào vị trí của ánh sáng bơm. Chúng cho ra một giải pháp rất tốt để cung cấp đầu ra ánh sáng lựa chọn tần số trong một phạm vi bước sóng rất lớn.
Laser Raman được phát triển khoảng năm 1975, và có ứng dụng đầu tiên là để hàn và cắt công suất cao trong gia công kim loại.